# 日本産魚類図説
日本産魚類図説（にほんさんぎょるいずせつ、英語: Figures and descriptions of the fishes of Japan, including Riukiu Islands, Bonin Islands, Formosa, Kurile Islands, Korea, and Southern Sakhalin. ）は、日本の魚類図鑑である。

## 概要
「近代魚類分類学の父」として知られる東京帝国大学の田中茂穂によって、1911年から1930年にかけて編纂され、48巻にわたって287種(うち41の新種を含む)の詳細な記載がおこなわれた。
1953年よりその続きとなる巻次を阿部宗明および冨山一郎によって編纂が続けられ1958年までには59巻にのぼる大著となった。1994年、60巻の増補版が出版された。

## 来歴
1911年、第1巻を発刊。当初より田中茂穂の私費による自費出版であった。第30巻以降より財団法人啓明会の助成が1919年7月により6ヵ年間にわたってされる裁定がなされた。1935年、第1巻から第30巻まで限定200部を定価60円にて大地書院より復刊する。